# Kasteel van Wageningen
Het kasteel van Wageningen is een voormalig kasteel in de stad Wageningen, in de Nederlandse provincie Gelderland. Het kasteel was gelegen ten zuidoosten van het centrum van de stad, op een strategische plek waar de Veluwerand, de Gelderse Vallei en de Rijn (hier Nederrijn geheten) aan elkaar grenzen.

## Geschiedenis
In 1500 verwierf Karel van Gelre een stuk grond in de stad, en bouwde hier in de volgende jaren een kasteel met garnizoensgebouwen. Het kasteel werd in drie fasen gebouwd. Eerst werden de grachten gegraven en een aarden wal aangelegd. Daarna werden poorttorens en (waarschijnlijk) de westmuur gebouwd. In de derde fase werd het kasteel voltooid met twee torens.

## Verzet
Vanuit de bevolking was verzet tegen de aanwezigheid van het kasteel. Bewoners eisten in 1538 de sloop van deze burcht omdat zij zich onderdrukt voelden door de drost. Deze sloop werd verboden in verband met een dreigende inval vanuit de Heerlijkheid Utrecht. Tegen het einde van de 16e eeuw wilden de Wageningers opnieuw het kasteel slopen, maar dat werd verhinderd doordat het kasteel als versterking belangrijk was tijdens de Tachtigjarige Oorlog

## Verbouwingen en sloop

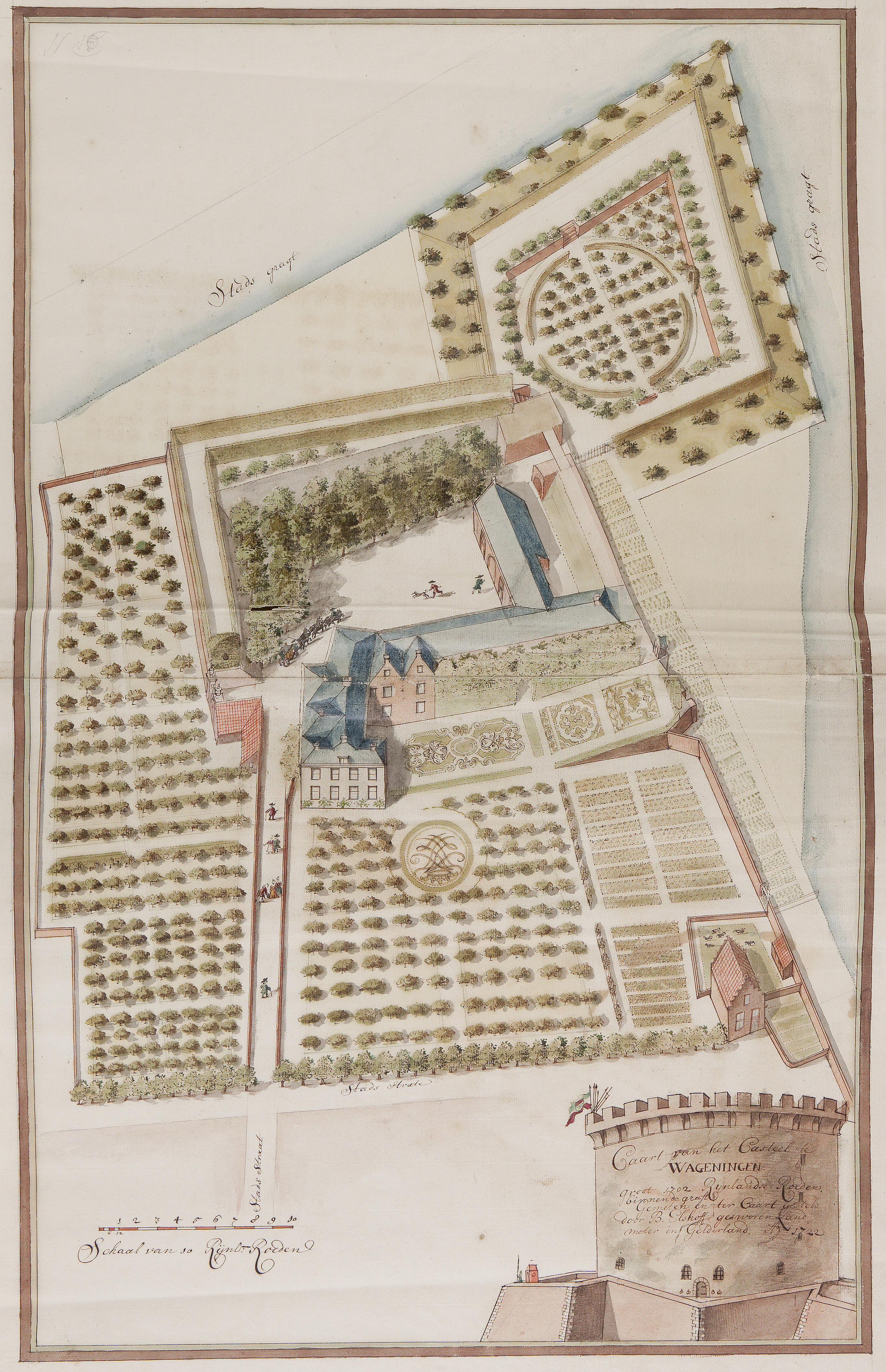
Het kasteel in 1722, door Berend Elshoff. Het noorden is links. Uit het deel met de witte gevel ontstond later 'Villa Vada', nu museum De Casteelse Poort. Het lange gebouw daarachter is het westelijke bouwdeel van het oorspronkelijke kasteel. Blad 13 uit het 'kaartboek van Rosendael' (Gelders Archief, Arnhem).

Tijdens de Franse bezetting die in het Rampjaar 1672 begon, werd het kasteel gedeeltelijk verwoest. Dat gebeurde waarschijnlijk rond maart/mei 1673 door Franse troepen. De verwoesting betrof vooral de omringende muren en het meest oostelijke gebouw. Het resterende deel en het poortgebouw werden verbouwd tot een woning voor de drost van Wageningen. In 1702 werd het kasteel door de Staten van Gelderland verkocht aan Anna Maria Ripperda, weduwe van drost Assueer Torck en moeder van drost Lubbert Adolph Torck. In 1829 werd het complex door de familie Torck verkocht aan Jacob Marcus Rosenik (1775-1853). Die liet het grootste gedeelte van het gebouw slopen en verbouwde het gedeelte dat op het voormalig poortgebouw van het kasteel was gebouwd, tot een herenwoning, Villa Vada genaamd. Thans is in dit gebouw museum De Casteelse Poort gehuisvest. Bij opgravingen aan de fundamenten van de toren zijn in de kelder van het museum sporen van buskruit gevonden. De fundamenten van drie torens en een gedeelte van de weermuur zijn nog te bezichtigen.

## Huidige bebouwing
Op het voormalige kasteelterrein werd aan het einde van de 19e eeuw het met herenhuizen bebouwde Bowlespark aangelegd, dat grotendeels nog bestaat en als gemeentelijk monument is beschermd. 
Aalst · Aardenburg · Acquoy · Aerdt · Agistaldaburg · Ahof · Aldenhaag · Aller · Ambe · Ammersoyen · Ampsen · Andelst · Angeroyen · Appelburg · Appelse walburg · Appeltern · Arler · Baak · Babberich · Baer · Baerle · Bakerbosch · Balgoij · Barlham · Batenburg · Beek · Beerenclaauw · Bemmel · Bevervoorde · Bergh · Biljoen · Bingerden · Blankenborg (Laren) · Blankenborg · Blauwe Huis · Blokhuis (Ravenswaaij) · Boelenham · Boetselaersborg · Borculo · Boswaai · Brakel · Den Brakel · Den Bramel · Bredevoort · Broekhuizen · Bronkhorst · Bruchem · Bruinhorst · Brunsberg · Bulkestein · Bunswaard · Burcht van Tiel · Buren · De Buurse · Byland · Byvanck · Caetshage · Camphuysen · De Cannenburch · de Cloese · Coldenhove · Culemborg · Dedinckweerd · Delwijnen · Didam · Diepenbroek · Hof te Dieren · Huis Dijck · Dikke Tinne · Doddendaal · Dodewaard · Doornenburg · Doornik · Doorwerth · Dooyenburg · Dorth · Doseburg · Drakenburg · Dreumel · Druten · Duivelshuis · Eerbeek · De Ehze · Elburg · Eldrik · Emmerik · Engelenburg · Groot Engelenburg · Engelrode · Enghuizen · Enspijk · De Essenburgh · Essenpas · Est · Fokkinck · Gameren · Geerestein · Geldermalsen · De Gelderse Toren · Geldersweerd · Gellicum · Gendt · Gennepestein · Glindhorst · Goudenstein · ‘s-Grevenhoef · Groot Hell · Groenlo · Groesbeek · Huis te Groesbeek · Grunsfoort · Gulden Spijker · Hackfort · Hackforts Veenhuis · Hagen · Hagevoort · Hamerden · Hanepol · Harreveld · Harslo · Hassink · Het Haveke · Hedel · Heeckeren · De Heegh · Hees · De Heest · Hellouw · Hemmen · Hernen · Motte van Hernen · Heumen · Heusden · Hoekelum · Hoekenburg · De Hoeve · De Hof · Hof d'Ooy · Hof van Arkel · Huis het Holt · Holthuis · Het Holtslag · Ter Horst · Houberg · St. Hubertus · Huissen · Hulhuizen · Hulkestein · Hulsen · Hunneschans bij De Duno · Hunneschans bij Uddel · Jonker Bloo · 't Joppe · De Kamp · Karssenberg · Kemnade · Keppel · Kermestein · Kernhem · Kervel · Kiefskamp · De Kinkelenburg · Klein Enghuizen · Kleverburg · Kortenhoeve · Laag Helbergen · Lakenburg · Landfort · Langen · Latenstein · De Lathmer · Lathum · Ter Lede · Leegpoel · Leemcuyl · Leeuwen · Leeuwenbergh · Lensenburg · Lent · Leur · Leuvenum · Leyenburg · Lichtenvoorde · Lievenstein · Loenen · Loevestein · Loil · Loowaard · Luynhorst · Hof te Maasbommel · Magerhorst · Malburgen · Malderburcht · Malsen · Manhorst · Marhulsen · De Marsch · Marveld · Mathena · Maurik · Medel · Medestein · 't Medler · Meinerswijk · De Mellard · Mensink · Mergelp · Meteren · 't Meyerink · Middachten · Millingen · Mussenberg · Nagelhorst · Nederhagen · Nederhemert · Neerijnen · Huis Neerijnen · De Nesch · Nettelhorst · Nieuwe Blokhuis ·  Nijburg · Nijenbeek · Old Putten · Notenstein · Nye Huis · Olde Spijker · Oldenaller · Oldenhof (Driel) · Oldenhof (Heteren) · De Ooij · Oolde · Oud Oolde · Oosterhout · Ophemert · Opijnen · Oud Ampsen · Oude Blokhuis · Het Oude Loo · Oude Voorst · Oudenborch · Oud-Wisch · Huis te Overasselt · Overeng · Overhagen · Overlaar · 't Oye · Palmestein · De Parck · Persingen · Plekenpol · Ploen · Pluimenburg · Poederoijen · Poelwijck · Poelwijk · De Pol (Dreumel) · Huis de Poll (Huis te Gietelo) · De Poll (Huissen) · Pollenbering · Pollenstein · Puttenstein · Het Raasink · Ravenhorst · De Rees · Ressen · Reuversweerd · Reygersfoort · Rhijnestein · Huis Rijswijk · Rode Toren · Roode Wald · Rosande · Rosendael · Rossum · Rumpt · Ruurlo · Rijsselt · Schadewijk · Schaffelaar · Scherpenzeel · Schoonbroek · Schoonderbeek · Schoonenburg · Schuilenburg · Schuilkerke · Hof te Seelbeek · Sevenaer I · Sevenaer II · Sinderen (Oude IJsselstreek) · Sinderen (Voorst) · Slangenburg · Sleeburg · Slimsijp · De Snor · Soelen · Spaansweerd · Spaldorp · Spijk · Staverden · Sterkenburg · Swanepol · Tarthorst · Teisterbant (Kerk-Avezaath) · Teisterbant (Kerkdriel) · Ter Dicke · Tolhuis · Tolhuis (Tiel) · Tollenburg · Tongerlo · Toren van Wely · Tuil · Ubbergen · Uilenburg (Ewijk) · Uilenburg (Heteren) · Ulenpas · Ulft · Upladen · Valburg · Valkhofburcht · Valkhofpalts · Vanenburg · Varik · Hof te Varsseveld · 't Velde · Velhorst · Verwolde · Vierakker · De Voorst · Voorstonden · Vorden · Vosbergen · Vredenburg · Vredestein (Driel) · Vredestein (Ravenswaaij) · Vuren · Waardenburg · Waddestein · Wadenoijen · Waede · Wageningen · Walfort · 't Waliën · De Wardt · Watergoor · Watermeerwijk · Wayenstein (Huis te Herwijnen) · Well (Huis van Malsen) · Weijenrade · Westenburg · Westerholt · Weurt · De Wiersse · Wijenburg (Echteld) · De Wildenborch · De Wildt · Wilp · Wilperhorst · Winssen · Wisch · Wychen · Wolfswaard · Woolbeek · Yrst · IJzendoorn · Zeeland · Zilveren Spijker · Zuilichem · Zwaluwenburg · Zwanenburg (Heerde) · Zwanenburg (Megchelen)